# Kasimovium
| ❮ | System      | Subsystem     | Serie                   | Stufe        | ≈ Alter (mya) |
| - | ----------- | ------------- | ----------------------- | ------------ | ------------- |
| ❮ | später      | später        | später                  | später       | jünger        |
| ❮ | K a r b o n | Pennsylvanium | Oberes Pennsylvanium    | Gzhelium     | 298,9 ⬍ 303,7 |
| ❮ | K a r b o n | Pennsylvanium | Oberes Pennsylvanium    | Kasimovium   | 303,7 ⬍ 307   |
| ❮ | K a r b o n | Pennsylvanium | Mittleres Pennsylvanium | Moskovium    | 307 ⬍ 315,2   |
| ❮ | K a r b o n | Pennsylvanium | Unteres Pennsylvanium   | Bashkirium   | 315,2 ⬍ 323,2 |
| ❮ | K a r b o n | Mississippium | Oberes Mississippium    | Serpukhovium | 323,2 ⬍ 330,9 |
| ❮ | K a r b o n | Mississippium | Mittleres Mississippium | Viséum       | 330,9 ⬍ 346,7 |
| ❮ | K a r b o n | Mississippium | Unteres Mississippium   | Tournaisium  | 346,7 ⬍ 358,9 |
| ❮ | früher      | früher        | früher                  | früher       | älter         |

Das Kasimovium ist in der Erdgeschichte die dritte chronostratigraphische Stufe des Pennsylvaniums (Karbon). Die Stufe umfasst geochronologisch den Zeitraum von etwa 307 Millionen bis etwa 303,7 Millionen Jahren. Das Kasimovium folgt auf das Moskovium und wird vom Gzhelium, der untersten Stufe des Perm abgelöst.

## Namensgebung und Geschichte
Das Kasimovium ist nach der russischen Stadt Kassimow benannt. Dieses Zeitintervall wurde 1926 von Boris Danschin (1891–1941) vom oberen Teil der Moskovium-Stufe als „Teguliferina-Horizont“ abgetrennt, später dann als Kasimov-Horizont benannt (Danschin, 1947; postum). Georgi I. Teodorowitsch (1949) benannte schließlich diesen Abschnitt als Kasimov-Stufe.

## Definition und GSSP
Die untere Grenze des Kasimoviums liegt nahe der Basis der Obsoletes obsoletes-Protriticites pseudomontiparus-Fusulinen-Zone, oder dem Erstauftreten der Ammoniten-Gattung Parashumardites. Die Obergrenze liegt nahe dem Erstauftreten der Fusulinen-Gattungen Daixina, Jigulites und Rugosofusulina, oder dem Erstvorkommen der Conodonten-Art Streptognathodus zethu. Ein Referenzprofil (GSSP = Global Stratotype Section and Point) für die Basis des Kasimovium wurde bisher noch nicht festgelegt.

## Untergliederung
Das Kasimovium wird in drei Conodonten-Zonen untergliedert:
- Idiognathodus toretzianus-Zone
- Idiognathodus sagittatus-Zone
- Streptognathodus excelsus/Streptognathodus makhlinae-Zone